# Teen Wolf (Fernsehserie)/Episodenliste

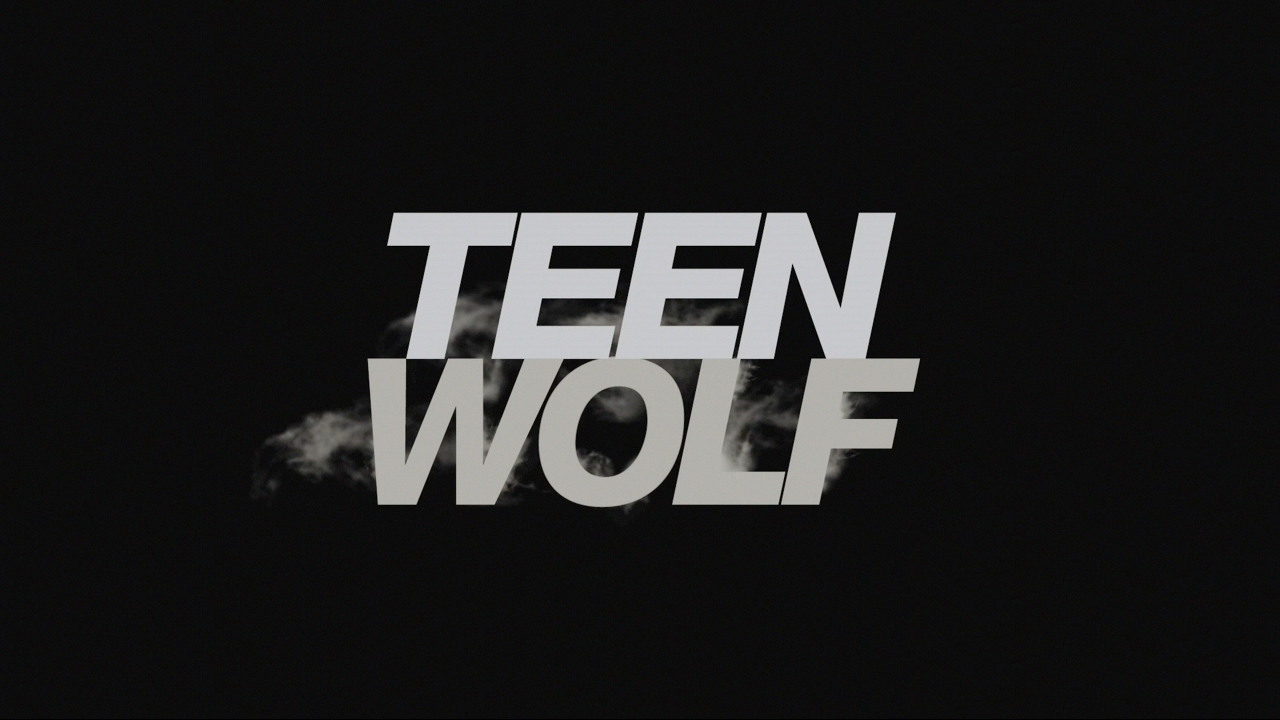
Logo zur Serie

Diese Episodenliste enthält alle Episoden der US-amerikanischen Mysteryserie Teen Wolf, sortiert nach der US-amerikanischen Erstausstrahlung. Die Fernsehserie umfasst sechs Staffeln mit 100 Episoden.

## Übersicht
| Staffel | Episodenanzahl | Erstausstrahlung USA | Erstausstrahlung USA | Deutschsprachige Erstausstrahlung | Deutschsprachige Erstausstrahlung |
| Staffel | Episodenanzahl | Staffelpremiere      | Staffelfinale        | Staffelpremiere                   | Staffelfinale                     |
| ------- | -------------- | -------------------- | -------------------- | --------------------------------- | --------------------------------- |
| 1       | 12             | 5. Juni 2011         | 15. August 2011      | 13. Januar 2013                   | 7. April 2013                     |
| 2       | 12             | 3. Juni 2012         | 13. August 2012      | 14. April 2013                    | 26. Mai 2013                      |
| 3       | 24             | 3. Juni 2013         | 24. März 2014        | 13. Januar 2015                   | 23. Juni 2015                     |
| 4       | 12             | 23. Juni 2014        | 8. September 2014    | 20. November 2016                 | 25. Dezember 2016                 |
| 5       | 20             | 29. Juni 2015        | 9. März 2016         | 1. Januar 2017                    | 5. März 2017                      |
| 6       | 20             | 15. November 2016    | 24. September 2017   | 10. März 2017                     | 2. Oktober 2017                   |

## Staffel 1
Die Erstausstrahlung der ersten Staffel war vom 5. Juni bis zum 15. August 2011 auf dem US-amerikanischen Sender MTV. Die deutschsprachige Erstausstrahlung sendete der österreichische Fernsehsender ATV2 vom 13. Januar bis zum 7. April 2013.
| Nr. (ges.) | Nr. (St.) | Deutscher Titel                        | Originaltitel               | Erstausstrahlung USA | Deutschsprachige Erstausstrahlung (A) | Regie           | Drehbuch                                |
| --- | --------- | -------------------------------------- | --------------------------- | -------------------- | ------------------------------------- | --------------- | --------------------------------------- |
| 1 | 1         | Wolfsmond                              | Pilot                       | 5. Juni 2011         | 13. Jan. 2013                         | Russell Mulcahy | Jeff Davis, Jeph Loeb & Matthew Weisman |
| 2 | 2         | Zweite Chance in der ersten Mannschaft | Second Chance at First Line | 6. Juni 2011         | 20. Jan. 2013                         | Russell Mulcahy | Jeff Davis                              |
| 3 | 3         | Rudelmentalität                        | Pack Mentality              | 13. Juni 2011        | 27. Jan. 2013                         | Russell Mulcahy | Jeff Vlaming                            |
| 4 | 4         | Die magische Kugel                     | Magic Bullet                | 20. Juni 2011        | 3. Feb. 2013                          | Toby Wilkins    | Daniel Sinclair                         |
| Derek wird nachts von einer Frau verfolgt und angeschossen. Da die Kugel mit Eisenhut versehen ist, bleibt ihm nicht viel Zeit, um ein Heilmittel zu finden. Die Frau entpuppt sich als Allisons Tante Kate, die zu Besuch ist. In der Schule gerät Jackson mit Derek aneinander, welcher Jackson verletzt. Scott erhält von Derek den Auftrag, die Kugel, welche Kate eingesetzt hat, zu finden. Als Scott bei Allison lernt, werden sie von Allisons Vater überrascht und zur Strafe muss Scott mit Allisons Familie zu Abend essen. Aus Zufall findet Scott die Kugel und verlässt die Runde. In der Tierklinik ist Stiles derweil im Begriff Derek den Arm abzusägen, als Scott sie findet und Derek die Kugel nimmt und sich damit heilt. |           |                                        |                             |                      |                                       |                 |                                         |
| 5 | 5         | Die Erzählung                          | The Tell                    | 27. Juni 2011        | 10. Feb. 2013                         | Toby Wilkins    | Monica Macer                            |
| Jackson betritt eine Videothek, während Lydia im Auto wartet. In der Videothek findet Jackson eine Leiche und wird zudem von einer Kreatur angegriffen. Am nächsten Morgen überreicht Kate Allison ein Geburtstagsgeschenk. Als diese Scott erklärt, dass sie Geburtstag hat, überredet er sie zum Schwänzen. Die beiden verbringen einen schönen Tag. Jackson trifft erneut auf Derek und scheint seelisch immer mehr mitgenommen zu sein. Am Abend findet in der Schule ein Elternsprechtag statt. Als dieser endet, herrscht rege Aufruhr auf dem Parkplatz, der damit endet, dass Allisons Vater einen Wolf erlegt. |           |                                        |                             |                      |                                       |                 |                                         |
| 6 | 6         | Der Herzfrequenzmesser                 | Heart Monitor               | 4. Juli 2011         | 17. Feb. 2013                         | Toby Wilkins    | Daniel Sinclair                         |
| Scott flieht vor einem Werwolf, der sich jedoch als Derek herausstellt und gemeinsam mit Scott den Alpha finden möchte. Stiles hält von Dereks Taten nichts und beschließt Scott selbst in Beherrschung zu unterrichten. Jackson geht es aufgrund des Kratzers immer schlechter und fängt an zu halluzinieren. Allison verabredet sich mit Scott zum Abend, während dieser sie versetzt und mithilfe von Derek und Stiles den Alpha ruft. Als plötzlich Derek zusammenbricht, fliehen Stiles und Scott in die Schule. |           |                                        |                             |                      |                                       |                 |                                         |
| 7 | 7         | Die Nacht in der Highschool            | Night School                | 11. Juli 2011        | 24. Feb. 2013                         | Tim Andrew      | Jeff Vlaming                            |
| Der Alpha wütet in der Schule, in die Scott und Stiles weglaufen sind. Als in der Schule plötzlich noch Jackson, Lydia und Alison auftauchen, stellt sich heraus, dass der Alpha sie dorthin bestellt hat. Außerdem hat dieser die Polizei verständigt, sodass er ungestört wirken kann. Er tötet den Hausmeister, der die Schlüssel zum Ausgang besaß. Scott verlässt die Gruppe, um den Schlüssel zu holen, was ihm auch gelingt, jedoch wird er von dem Alpha angegriffen. Am Ende benutzen Scott und Stiles Dereks Tod, um ihn als Mörder zu benennen. Am Ende der Folge trennt sich Allison von Scott. |           |                                        |                             |                      |                                       |                 |                                         |
| 8 | 8         | Mondsüchtig                            | Lunatic                     | 18. Juli 2011        | 3. März 2013                          | Tim Andrew      | Monica Macer                            |
| Es ist die Nacht des Vollmondes. Die Stadt ist auf der Suche nach Derek, der Verdächtige für die Morde. Scott geht es nach der Trennung von Allison schlecht. Scott hat an diesem Tag Panikattacken, ist äußerst launisch, so küsst er Lydia und gewalttätig, so schlägt er Danny beim Lacrossespiel absichtlich. Am Abend kettet Stiles Scott an einen Heizkörper. Scott kann sich jedoch durch seine Verwandlung befreien und spürt Allison auf, die sich in den letzten Tagen mit Jackson angefreundet hat und will beide töten, wird im letzten Moment aber von Derek aufgehalten, der doch nicht tot ist. |           |                                        |                             |                      |                                       |                 |                                         |
| 9 | 9         | Eisenhut                               | Wolf’s Bane                 | 25. Juli 2011        | 10. März 2013                         | Tim Andrew      | Jonathon Roessler                       |
| Jackson erfährt durch Zufall von Scotts Geheimnis und erpresst diesen damit, dass er es Alison erzählen wird, wenn Scott ihn nicht auch in einen Werwolf verwandeln wird. Währenddessen kommen Derek und Stiles hinter die Identität des Alphas. |           |                                        |                             |                      |                                       |                 |                                         |
| 10 | 10        | Co-Captain                             | Co-Captain                  | 1. Aug. 2011         | 17. März 2013                         | Russell Mulcahy | Jeff Vlaming                            |
| 11 | 11        | Der Winterball                         | Formality                   | 8. Aug. 2011         | 24. März 2013                         | Russell Mulcahy | Monica Macer                            |
| Mit der Erkenntnis, dass Dereks Onkel Peter Hale der Alpha ist, versucht Scott alles, um seine Freunde zu beschützen, während Peter alles versucht, damit Scott Teil seines Rudels wird. Einschließlich der Drohung Scotts Mutter in einen Werwolf zu verwandeln. |           |                                        |                             |                      |                                       |                 |                                         |
| 12 | 12        | Der Kodex-Bruch                        | Code Breaker                | 15. Aug. 2011        | 7. Apr. 2013                          | Russell Mulcahy | Jeff Davis                              |

## Staffel 2
Die Erstausstrahlung der zweiten Staffel war vom 3. Juni bis zum 13. August 2012 auf dem US-amerikanischen Sender MTV. Die deutschsprachige Erstausstrahlung sendete der österreichische Fernsehsender ATV2 vom 14. April bis zum 26. Mai 2013.
| Nr. (ges.) | Nr. (St.) | Deutscher Titel      | Originaltitel | Erstausstrahlung USA | Deutschsprachige Erstausstrahlung (A) | Regie                        | Drehbuch                   | Zuschauer (USA) |
| ---------- | --------- | -------------------- | ------------- | -------------------- | ------------------------------------- | ---------------------------- | -------------------------- | --------------- |
| 13         | 1         | Omega                | Omega         | 3. Juni 2012         | 14. Apr. 2013                         | Russell Mulcahy              | Jeff Davis                 | 2,11 Mio.       |
| 14         | 2         | Die veränderte Form  | Shape Shifted | 4. Juni 2012         | 14. Apr. 2013                         | Russell Mulcahy              | Andrew Cochran             | 1,75 Mio.       |
| 15         | 3         | Eispickel            | Ice Pick      | 11. Juni 2012        | 21. Apr. 2013                         | Tim Andrew                   | Luke Passmore              | 1,76 Mio.       |
| 16         | 4         | Die Abscheulichkeit  | Abomination   | 18. Juni 2012        | 21. Apr. 2013                         | Tim Andrew                   | Christian Taylor           | 1,69 Mio.       |
| 17         | 5         | Giftig               | Venomous      | 25. Juni 2012        | 28. Apr. 2013                         | Tim Andrew                   | Nick Antosca & Ned Vizzini | 1,65 Mio.       |
| 18         | 6         | Freind               | Frenemy       | 2. Juli 2012         | 28. Apr. 2013                         | Russell Mulcahy              | Jeff Davis                 | 1,65 Mio.       |
| 19         | 7         | Die Einschränkung    | Restraint     | 9. Juli 2012         | 5. Mai 2013                           | Russell Mulcahy              | Nick Antosca & Ned Vizzini | 1,72 Mio.       |
| 20         | 8         | Der Rave             | Raving        | 16. Juli 2012        | 5. Mai 2013                           | Russell Mulcahy              | Jeff Davis                 | 1,33 Mio.       |
| 21         | 9         | Party oder Ähnliches | Party Guessed | 23. Juli 2012        | 12. Mai 2013                          | Tim Andrew                   | Jeff Davis                 | 1,65 Mio.       |
| 22         | 10        | Die Furie            | Fury          | 30. Juli 2012        | 12. Mai 2013                          | Tim Andrew                   | Jeff Davis                 | 1,60 Mio.       |
| 23         | 11        | Die Metamorphose     | Battlefield   | 6. Aug. 2012         | 26. Mai 2013                          | Tim Andrew                   | Jeff Davis                 | 1,72 Mio.       |
| 24         | 12        | Der Generalplan      | Master Plan   | 13. Aug. 2012        | 26. Mai 2013                          | Tim Andrew & Russell Mulcahy | Jeff Davis                 | 1,71 Mio.       |

## Staffel 3
Die Erstausstrahlung der dritten Staffel war vom 3. Juni 2013 bis zum 24. März 2014 auf dem US-amerikanischen Sender MTV zu sehen.  Die deutschsprachige Erstausstrahlung sendete der österreichische Fernsehsender ATV2 vom 13. Januar bis zum 23. Juni 2015.
| Nr. (ges.) | Nr. (St.) | Deutscher Titel                                  | Originaltitel              | Erstausstrahlung USA | Deutschsprachige Erstausstrahlung (A) | Regie            | Drehbuch                     | Zuschauer (USA) |
| ---------- | --------- | ------------------------------------------------ | -------------------------- | -------------------- | ------------------------------------- | ---------------- | ---------------------------- | --------------- |
| 25         | 1         | Das Tattoo                                       | Tattoo                     | 3. Juni 2013         | 13. Jan. 2015                         | Russell Mulcahy  | Jeff Davis                   | 2,36 Mio.       |
| 26         | 2         | Brodelndes Chaos                                 | Chaos Rising               | 10. Juni 2013        | 20. Jan. 2015                         | Russell Mulcahy  | Jeff Davis                   | 2,11 Mio.       |
| 27         | 3         | Die seltsamen Glühwürmchen                       | Fireflies                  | 17. Juni 2013        | 27. Jan. 2015                         | Tim Andrew       | Lucas Sussman                | 1,67 Mio.       |
| 28         | 4         | Rudel gegen Rudel                                | Unleashed                  | 24. Juni 2013        | 3. Feb. 2015                          | Tim Andrew       | Alyssa Clark & Jesec Griffin | 1,91 Mio.       |
| 29         | 5         | Von Wunden und Narben                            | Frayed                     | 1. Juli 2013         | 10. Feb. 2015                         | Robert Hall      | Angela L. Harvey             | 1,63 Mio.       |
| 30         | 6         | Motel California                                 | Motel California           | 8. Juli 2013         | 17. Feb. 2015                         | Christian Taylor | Christian Taylor             | 1,86 Mio.       |
| 31         | 7         | Angriff auf die Heiler                           | Currents                   | 15. Juli 2013        | 24. Feb. 2015                         | Russell Mulcahy  | Jeff Davis                   | 1,82 Mio.       |
| 32         | 8         | Auge um Auge                                     | Visionary                  | 22. Juli 2013        | 3. März 2015                          | Russell Mulcahy  | Jeff Davis                   | 1,77 Mio.       |
| 33         | 9         | Das Mädchen, das zu viel wusste …                | The Girl Who Knew Too Much | 29. Juli 2013        | 10. März 2015                         | Tim Andrew       | Jeff Davis                   | 1,77 Mio.       |
| 34         | 10        | Die Sage des Mistelzweigs                        | The Overlooked             | 5. Aug. 2013         | 17. März 2015                         | Russell Mulcahy  | Jeff Davis                   | 1,97 Mio.       |
| 35         | 11        | Der Alpha Pakt                                   | Alpha Pact                 | 12. Aug. 2013        | 24. März 2015                         | Tim Andrew       | Jeff Davis                   | 1,91 Mio.       |
| 36         | 12        | Die Mondfinsternis                               | Lunar Ellipse              | 19. Aug. 2013        | 31. März 2015                         | Russell Mulcahy  | Jeff Davis                   | 2,08 Mio.       |
| 37         | 13        | Zwischen Leben und Tod                           | Anchors                    | 6. Jan. 2014         | 7. Apr. 2015                          | Russell Mulcahy  | Jeff Davis                   | 2,43 Mio.       |
| 38         | 14        | Mehr schlecht als recht                          | More Bad Than Good         | 13. Jan. 2014        | 14. Apr. 2015                         | Tim Andrew       | Jeff Davis                   | 1,91 Mio.       |
| 39         | 15        | Glühende Augen                                   | Galvanize                  | 20. Jan. 2014        | 21. Apr. 2015                         | Robert Hall      | Eoghan O’Donnell             | 2,01 Mio.       |
| 40         | 16        | Aus den Schatten                                 | Illuminated                | 27. Jan. 2014        | 28. Apr. 2015                         | Russell Mulcahy  | Alyssa Clark                 | 1,88 Mio.       |
| 41         | 17        | Angriff der Dämonen-Ninjas                       | Silverfinger               | 3. Feb. 2014         | 5. Mai 2015                           | Jennifer Lynch   | Moira McMahon Leeper         | 2,26 Mio.       |
| 42         | 18        | Ein Jeder hat es, aber niemand kann es verlieren | Riddled                    | 10. Feb. 2014        | 12. Mai 2015                          | Tim Andrew       | Christian Taylor             | 2,10 Mio.       |
| 43         | 19        | Das Böse zeigt sich                              | Letharia Vulpira           | 17. Feb. 2014        | 19. Mai 2015                          | Russell Mulcahy  | Jeff Davis                   | 2,12 Mio.       |
| 44         | 20        | Tür zur Vergangenheit                            | Echo House                 | 24. Feb. 2014        | 26. Mai 2015                          | Tim Andrew       | Jeff Davis                   | 1,94 Mio.       |
| 45         | 21        | Der Fuchs und der Wolf                           | The Fox and the Wolf       | 3. März 2014         | 2. Juni 2015                          | Tim Andrew       | Ian Stokes                   | 2,07 Mio.       |
| 46         | 22        | Kampf des Verstandes                             | De-Void                    | 10. März 2014        | 9. Juni 2015                          | Christian Taylor | Jeff Davis                   | 1,80 Mio.       |
| 47         | 23        | Ein Brettspiel um Leben und Tod                  | Insatiable                 | 17. März 2014        | 16. Juni 2015                         | Tim Andrew       | Jeff Davis                   | 2,01 Mio.       |
| 48         | 24        | Der göttliche Zug                                | The Divine Move            | 24. März 2014        | 23. Juni 2015                         | Russell Mulcahy  | Jeff Davis                   | 2,26 Mio.       |

## Staffel 4
Die Erstausstrahlung der vierten Staffel war vom 23. Juni bis zum 8. September 2014 auf dem US-amerikanischen Sender MTV zu sehen. Die deutschsprachige Erstausstrahlung erfolgte vom 20. November 2016 bis zum 25. Dezember 2016 auf RTL II You.
| Nr. (ges.) | Nr. (St.) | Deutscher Titel    | Originaltitel         | Erstausstrahlung USA | Deutschsprachige Erstausstrahlung (D) | Regie            | Drehbuch                | Zuschauer (USA) |
| ---------- | --------- | ------------------ | --------------------- | -------------------- | ------------------------------------- | ---------------- | ----------------------- | --------------- |
| 49         | 1         | Der dunkle Mond    | The Dark Moon         | 23. Juni 2014        | 20. Nov. 2016                         | Russell Mulcahy  | Jeff Davis              | 2,18 Mio.       |
| 50         | 2         | 117                | 117                   | 30. Juni 2014        | 20. Nov. 2016                         | Christian Taylor | Eoghan O’Donnell        | 1,56 Mio.       |
| 51         | 3         | Stumm geschaltet   | Muted                 | 7. Juli 2014         | 27. Nov. 2016                         | Tim Andrew       | Alyssa Clark            | 1,56 Mio.       |
| 52         | 4         | Der Benefactor     | The Benefactor        | 14. Juli 2014        | 27. Nov. 2016                         | Russell Mulcahy  | Jeff Davis & Ian Stokes | 1,72 Mio.       |
| 53         | 5         | Sprengkörper       | I.E.D.                | 21. Juli 2014        | 4. Dez. 2016                          | Jennifer Lynch   | Angela L. Harvey        | 1,61 Mio.       |
| 54         | 6         | Verwaist           | Orphaned              | 28. Juli 2014        | 4. Dez. 2016                          | Russell Mulcahy  | Jeff Davis              | 1,57 Mio.       |
| 55         | 7         | Bewaffnet          | Weaponized            | 4. Aug. 2014         | 11. Dez. 2016                         | Tim Andrew       | Alyssa Clark            | 1,75 Mio.       |
| 56         | 8         | Der Todeszeitpunkt | Time of Death         | 11. Aug. 2014        | 11. Dez. 2016                         | Jann Turner      | Angela L. Harvey        | 1,68 Mio.       |
| 57         | 9         | Vergänglich        | Perishable            | 18. Aug. 2014        | 18. Dez. 2016                         | Jennifer Lynch   | Eric Wallace            | 1,48 Mio.       |
| 58         | 10        | Monströs           | Monstrous             | 24. Aug. 2014        | 18. Dez. 2016                         | J. D. Taylor     | Jeff Davis & Ian Stokes | 1,44 Mio.       |
| 59         | 11        | Kate’s Plan        | A Promise to the Dead | 1. Sep. 2014         | 25. Dez. 2016                         | Tim Andrew       | Jeff Davis & Ian Stokes | 1,29 Mio.       |
| 60         | 12        | Die Entwicklung    | Smoke and Mirrors     | 8. Sep. 2014         | 25. Dez. 2016                         | Russell Mulcahy  | Jeff Davis              | 1,54 Mio.       |

## Staffel 5
Die Erstausstrahlung der fünften Staffel war vom 29. Juni 2015 bis zum 8. März 2016 auf dem US-amerikanischen Sender MTV zu sehen. Die deutschsprachige Erstausstrahlung begann am 1. Januar 2017 auf RTL II You.
| Nr. (ges.) | Nr. (St.) | Deutscher Titel             | Originaltitel             | Erstausstrahlung USA | Deutschsprachige Erstausstrahlung (D) | Regie            | Drehbuch                        | Zuschauer (USA) |
| ---------- | --------- | --------------------------- | ------------------------- | -------------------- | ------------------------------------- | ---------------- | ------------------------------- | --------------- |
| 61         | 1         | Kreaturen der Nacht         | Creatures of the Night    | 29. Juni 2015        | 1. Jan. 2017                          | Russell Mulcahy  | Jeff Davis                      | 1,53 Mio.       |
| 62         | 2         | Parasomnie                  | Parasomnia                | 30. Juni 2015        | 1. Jan. 2017                          | Tim Andrew       | Jeff Davis                      | 1,18 Mio.       |
| 63         | 3         | Traumfänger                 | Dreamcatchers             | 6. Juli 2015         | 8. Jan. 2017                          | Russell Mulcahy  | Talia Gonzalez & Bisanne Masoud | 1,38 Mio.       |
| 64         | 4         | Zustand hoffnungslos        | Condition Terminal        | 13. Juli 2015        | 8. Jan. 2017                          | Bronwen Hughes   | Jeff Davis & Ian Stokes         | 1,01 Mio.       |
| 65         | 5         | Ein neuer Ansatz            | A Novel Approach          | 20. Juli 2015        | 15. Jan. 2017                         | Tim Andrew       | Angela L. Harvey                | 1,26 Mio.       |
| 66         | 6         | Lesen erforderlich          | Required Reading          | 27. Juli 2015        | 15. Jan. 2017                         | Alice Troughton  | Jeff Davis & Ian Stokes         | 1,14 Mio.       |
| 67         | 7         | Merkwürdige Frequenzen      | Strange Frequencies       | 3. Aug. 2015         | 22. Jan. 2017                         | Russell Mulcahy  | Angela L. Harvey                | 1,09 Mio.       |
| 68         | 8         | Der Wüstenwolf              | Ouroboros                 | 10. Aug. 2015        | 22. Jan. 2017                         | David Daniel     | Will Wallace                    | 1,10 Mio.       |
| 69         | 9         | Halbwahrheiten              | Lies of Omission          | 17. Aug. 2015        | 29. Jan. 2017                         | Tim Andrew       | Eric Wallace                    | 1,10 Mio.       |
| 70         | 10        | Status Asthmaticus          | Status Asthmaticus        | 24. Aug. 2015        | 29. Jan. 2017                         | Russell Mulcahy  | Jeff Davis & Ian Stokes         | 0,96 Mio.       |
| 71         | 11        | Die letzte Chimäre          | The Last Chimera          | 5. Jan. 2016         | 5. Feb. 2017                          | Russell Mulcahy  | Jeff Davis                      | 1,11 Mio.       |
| 72         | 12        | Die Rückkehrer              | Damnatio Memoriae         | 12. Jan. 2016        | 5. Feb. 2017                          | Tim Andrew       | Brian Sieve                     | 0,93 Mio.       |
| 73         | 13        | Der Test                    | Codominance               | 19. Jan. 2016        | 12. Feb. 2017                         | Jennifer Lynch   | Will Wallace                    | 0,95 Mio.       |
| 74         | 14        | Das Schwert und der Geist   | The Sword and the Spirit  | 26. Jan. 2016        | 12. Feb. 2017                         | Kate Eastridge   | Angela L. Harvey                | 0,95 Mio.       |
| 75         | 15        | Stromausfall                | Amplification             | 2. Feb. 2016         | 19. Feb. 2017                         | Russell Mulcahy  | Lindsay Jewett Sturman          | 0,95 Mio.       |
| 76         | 16        | Die Fähigkeit zum Lügen     | Lie Ability               | 9. Feb. 2016         | 19. Feb. 2017                         | Russell Mulcahy  | Eric Wallace                    | 0,88 Mio.       |
| 77         | 17        | Das Charity-Spiel           | A Credible Threat         | 16. Feb. 2016        | 26. Feb. 2017                         | Tim Andrew       | Jeff Davis                      | 0,97 Mio.       |
| 78         | 18        | Die Maid von Gévaudan       | Maid of Gévaudan          | 23. Feb. 2016        | 26. Feb. 2017                         | Joseph P. Genier | Jeff Davis                      | 0,76 Mio.       |
| 79         | 19        | Die Bestie von Beacon Hills | The Beast of Beacon Hills | 1. März 2016         | 5. März 2017                          | Tim Andrew       | Eric Wallace                    | 0,91 Mio.       |
| 80         | 20        | Der Abschlusskampf          | Apotheosis                | 8. März 2016         | 5. März 2017                          | Russell Mulcahy  | Jeff Davis                      | 0,80 Mio.       |

## Staffel 6
Im Juli 2015 verlängerte MTV die Serie um eine finale sechste Staffel. Die Erstausstrahlung erfolgte vom 15. November 2016 bis 24. September 2017 auf dem US-amerikanischen Sender MTV. Die deutschsprachige Erstausstrahlung der ersten Staffelhälfte erfolgte am 10. März 2017 und der zweiten Staffelhälfte am 2. Oktober 2017 auf Amazon Prime.
| Nr. (ges.) | Nr. (St.) | Deutscher Titel               | Originaltitel              | Erstausstrahlung USA | Deutschsprachige Erstveröffentlichung (D/A) | Regie             | Drehbuch                                  | Zuschauer (USA) |
| ---------- | --------- | ----------------------------- | -------------------------- | -------------------- | ------------------------------------------- | ----------------- | ----------------------------------------- | --------------- |
| 81         | 1         | Gedächtnisverlust             | Memory Lost                | 15. Nov. 2016        | 10. März 2017                               | Tim Andrew        | Lindsay Sturman                           | 0,57 Mio.       |
| 82         | 2         | Superposition                 | Superposition              | 22. Nov. 2016        | 10. März 2017                               | James J.D. Taylor | Mark Kruger                               | 0,41 Mio.       |
| 83         | 3         | Abendliche Verwirrtheit       | Sundowning                 | 29. Nov. 2016        | 10. März 2017                               | David Daniel      | Will Wallace                              | 0,43 Mio.       |
| 84         | 4         | Relikte                       | Relics                     | 6. Dez. 2016         | 10. März 2017                               | Tim Andrew        | Eric Wallace                              | 0,51 Mio.       |
| 85         | 5         | Stille im Radio               | Radio Silence              | 13. Dez. 2016        | 10. März 2017                               | Russell Mulcahy   | Ross Maxwell                              | 0,55 Mio.       |
| 86         | 6         | Rumgeistern                   | Ghosted                    | 3. Jan. 2017         | 10. März 2017                               | Russell Mulcahy   | Angela L. Harvey                          | 0,45 Mio.       |
| 87         | 7         | Herzlos                       | Heartless                  | 10. Jan. 2017        | 10. März 2017                               | Kate Eastridge    | Antoinette Stella                         | 0,43 Mio.       |
| 88         | 8         | Blitzkrieg                    | Blitzkrieg                 | 17. Jan. 2017        | 10. März 2017                               | Joseph P. Genier  | Will Wallace                              | 0,44 Mio.       |
| 89         | 9         | Wiedererlangtes Gedächtnis    | Memory Found               | 24. Jan. 2017        | 10. März 2017                               | Tim Andrew        | Mark H. Kruger & Antoinette Stella        | 0,49 Mio.       |
| 90         | 10        | Sturmreiter                   | Riders on the Storm        | 31. Jan. 2017        | 10. März 2017                               | Russell Mulcahy   | Lindsay Jewett Sturman & Joseph P. Genier | 0,45 Mio.       |
| 91         | 11        | ...sagt die Spinne zur Fliege | Said the Spider to the Fly | 30. Juli 2017        | 2. Okt. 2017                                | Russell Mulcahy   | Adam Karp                                 | 0,52 Mio.       |
| 92         | 12        | Rohe Fäuste                   | Raw Talent                 | 6. Aug. 2017         | 2. Okt. 2017                                | Tim Andrew        | Brian Millikin                            | 0,47 Mio.       |
| 93         | 13        | Nach den Bildern              | After Images               | 13. Aug. 2017        | 2. Okt. 2017                                | Tyler Posey       | Angela L. Harvey                          | 0,44 Mio.       |
| 94         | 14        | Ohne Gesicht                  | Face-to-Faceless           | 20. Aug. 2017        | 2. Okt. 2017                                | Linden Ashby      | Will Wallace                              | 0,45 Mio.       |
| 95         | 15        | Härtetest                     | Pressure Test              | 20. Aug. 2017        | 2. Okt. 2017                                | Tim Andrew        | Jennifer Quintenz                         | 0,38 Mio.       |
| 96         | 16        | Auslöser                      | Triggers                   | 3. Sep. 2017         | 2. Okt. 2017                                | Eric Wallace      | Eric Wallace                              | 0,44 Mio.       |
| 97         | 17        | Die Werwölfe von London       | Werewolves of London       | 10. Sep. 2017        | 2. Okt. 2017                                | Russel Mulcahy    | Kyle Steinbach                            | 0,42 Mio.       |
| 98         | 18        | Genotyp                       | Genotype                   | 17. Sep. 2017        | 2. Okt. 2017                                | Joseph P. Genier  | Joseph P. Genier                          | 0,43 Mio.       |
| 99         | 19        | Zerschlagenes Glas            | Broken Glass               | 17. Sep. 2017        | 2. Okt. 2017                                | Tim Andrew        | Lindsay Jewett Sturman                    | 0,39 Mio.       |
| 100        | 20        | Die Wölfe des Krieges         | The Wolves of War          | 24. Sep. 2017        | 2. Okt. 2017                                | Russell Mulcahy   | Jeff Davis                                | 0,68 Mio.       |